# NCC-IT
NCC-IT（名称来自National Cancer Institute的缩写）是一種睾丸胚胎性癌细胞系，1985年由日本國立癌研究中心的科研人员从一位24岁男性病人中分离而来，用于许多癌症研究。

## 外部連結
- Cellosaurus entry for NCC-IT （页面存档备份，存于）